# Linan geneolatus
Linan geneolatus – gatunek chrząszcza z rodziny kusakowatych i podrodziny marników. Występuje endemicznie w Chinach.
Gatunek ten opisali po raz pierwszy w 2018 roku Zhang Yuqing, Li Lizhen i Yin Ziwei na łamach ZooKeys. Jako miejsce typowe wskazano Rezerwat przyrody Dashahe w powiecie Daozhen, w chińskiej prowincji Kuejczou. Holotyp zdeponowano w Zbiorze Owadów Shanghai Shifan Daxue.
Chrząszcz ten osiąga 3,06 mm długości i 0,98 mm szerokości ciała. Głowa jest nieco dłuższa niż szeroka. Policzki są bocznie rozszerzone. Oczy złożone buduje u samca około 22 omatidiów. Czułki buduje jedenaście członów, z których trzy ostatnie są powiększone, a u samca ponadto człony dziewiąty i dziesiąty są silnie zmodyfikowane. Przedplecze jest tak szerokie jak długie. Pokrywy są znacznie szersze niż dłuższe. Zapiersie (metawentryt) u samców ma krótkie i ku wierzchołkowi zwężone wyrostki. Odnóża przedniej i środkowej pary mają niezmodyfikowane krętarze i uda. Tylna para odnóży ma na spodach krętarzy po tępym i krókim wyrostku. Genitalia samca mają prawie symetryczny i u szczytu silnie zwężony płat środkowy edeagusa.
Owad ten jest endemitem Chin, znanym tylko z miejsca typowego w prowincji Kuejczou. Spotykany był na rzędnych 1730 m n.p.m. Zasiedla ściółkę w lasach mieszanych.